# 具同村
具同村（ぐどうむら）は高知県幡多郡にあった村。現在の四万十市中心部の西、四万十川の右岸にあたる。

## 地理
- 山岳：高森山
- 河川：四万十川

## 歴史
- 1889年（明治22年）4月1日 - 町村制の施行により、具同村・入田村の区域をもって発足。
- 1950年（昭和25年）3月21日 - 村内に昭和天皇の戦後巡幸。渡川鉄橋付近の堤防から、昭和南海地震で被害を受けた中村町を遠望する[1]。
- 1954年（昭和29年）3月31日 - 中村町・下田町・東山村・蕨岡村・後川村・八束村・東中筋村・富山村・大川筋村・中筋村と合併して中村市が発足。同日具同村廃止。

## 交通

### 鉄道路線
現在は旧町域に土佐くろしお鉄道宿毛線の具同駅が所在するが、当時は未開業。

### 道路
- 国道197号（現・国道56号）